# Udoji United FC
L'Udoji United FC fou un club de futbol nigerià de la ciutat d'Awka.
Va ser fundat el 1990 a Enugu abans de traslladar-se a Awka el 1993. Era propietat d'Oscar Udoji, propietari de Solgas Petroleum Limited i Superior Motors Limited. Va desaparèixer l'any 2000.

## Palmarès
- Lliga nigeriana de futbol:[1]
  - 1996

- Segona Divisió de Nigèria:
  - 1999